# برننشتول
برننشتول (آلمانی: Brennenstuhl) یک تولیدکننده آلمانی لوازم توزیع برق، نورپردازی، فناوری و امنیت خانه و ابزارآلات است، محصولات برننشتول شامل: کابل برق، چندراهی برق، محافظ برق، لامپ، سنسور آتش‌سوزی، سنسور امنیتی، نردبان و … می‌باشد. برننشتول در سال ۱۹۵۸ تأسیس شد و از آن زمان تا به حال به یک شرکت بزرگ در زمینه مهندسی برق و الکترونیک تبدیل شده است. دفتر مرکزی برننشتول در شهر توبینگن کشور آلمان می‌باشد. محصولات برننشتول در فرانسه، اتریش، سوئیس و از سال ۲۰۰۴ در جمهوری خلق چین تولید می‌شود.